# Nova Mutum
Nova Mutum este un oraș în Mato Grosso (MT), Brazilia.